# گردایش بلوچ‌آباد
گردایش بلوچ آباد، روستایی است از توابع بخش فندرسک شهرستان رامیان در استان گلستان ایران.

## جمعیت
این روستا در دهستان فندرسک جنوبی قرار دارد و براساس سرشماری مرکز آمار ایران در سال ۱۳۸۵، جمعیت آن ۳۴۱۸ نفر (۷۲۵خانوار) بوده‌است.